# Sal Trapani
Sal Trapani né en 1927 et mort en 1999 était un dessinateur de comics.

## Biographie
Sal Trapani,de son vrai nom Salvatore A. Trapani, naît en 1927. Il commence sa carrière de dessinateur en 1949 chez Hillman and Gilmor mais il change par la suite souvent d'éditeur puisqu'on retrouve son nom sur des séries publiées par Charlton Comics,  American Comics Group, Warren Publishing dans les années 1960, Dell Comics, Gold Key Comics, Marvel Comics et surtout DC Comics dans les années 1970 - 1980. Il meurt en 1999.